# جوك كامبل
جوك كامبل (بالإنجليزية: Jock Campbell)‏ (11 نوفمبر 1922 في المملكة المتحدة - 1983) هو لاعب كرة قدم بريطاني (وحمل سابقاً جنسية المملكة المتحدة لبريطانيا العظمى وأيرلندا) في مركز الظهير. لعب مع تشارلتون أثلتيك.

## وصلات خارجية
- جوك كامبل على موقع قاعدة بيانات كرة القدم.إي يو (الإنجليزية)